# تن‌ترانه
تن‌ترانه یا ترانه‌های بدن (به انگلیسی: Bodysong)، نام آلبومی است از جانی گرینوود گیتاریست و ترانه‌نویس گروه ریدیوهد که موسیقی متن فیلمی به همین نام نیز بوده‌است. در این آلبوم گرینوود از مولفه‌های موسیقی جز و الکترونیک و کلاسیک استفاده کرده‌است. قطعه «همگرایی» در فیلم خون به پا خواهد شد نیز استفاده شده‌است.

## ترانه‌ها
- همه ترانه‌ها توسط جانی گرینوود نوشته شده‌اند:

1. "Moon Trills"
2. "Moon Mall"
3. "Trench"
4. "Iron Swallow"
5. "Clockwork Tin Soldiers"
6. "Convergence"
7. "Nudnik Headache"
8. "Peartree"
9. "Splitter"
10. "Bode Radio/Glass Light/Broken Hearts"
11. "24 Hour Charleston"
12. "Milky Drops from Heaven"
13. "Tehellet"